# Habib Koité
Habib Koité (Thiès, Senegal, 27 de gener de 1958) és un músic malià, més concretament de Kayes, regió al nord-oest de l'àrea cultural bamana.
La seua música, tot i ser moderna i recollir influències del blues o la música cubana, es basa en les tradicions musicals de Mali i, molt especialment, en la tradició griot (els músics ambulants que transmetrien històries) a la qual la seua família pertanyia. En els seus discos i concerts, Habib Koité canta i toca la guitarra acústica, però sovint fa servir també altres instruments tradicionals d'Àfrica.
La banda habitual de Habib Koité és Bamada.

## Discografia
- Muso Ko (1995)
- Ma Ya (1998)
- Baro amb Bamada (2001)
- Live! amb Bamada, (2004)
- Afriki (2007)
- Soô (2014)